# Asosylus sauteri
Asosylus sauteri is een keversoort uit de familie knotshoutkevers (Bothrideridae). De wetenschappelijke naam van de soort werd in 1913 gepubliceerd door Antoine Henri Grouvelle.